# 수라비 락슈미
수라비 락슈미(영어: Surabhi Lakshmi, 1986년 11월 16일 ~ )는 인도의 배우이다. 2017 내셔널 필름 어워드 여우주연상 수상자이다.